# Feketeszárnyú trupiál
A feketeszárnyú trupiál (Icterus chrysater) a madarak osztályának verébalakúak (Passeriformes) rendjébe, azon belül a csirögefélék (Icteridae) családjába tartozó faj.

## Rendszerezése
A fajt René Primevère Lesson francia ornitológus írta le 1844-ben, a Xanthornus nembe Xanthornus chrysater néven.

## Alfajai
- Icterus chrysater chrysater (Lesson, 1844)
- Icterus chrysater giraudii Cassin, 1848
- Icterus chrysater hondae Chapman, 1914
- Icterus chrysater mayensis van Rossem, 1938[2]

## Előfordulása
Mexikó déli részén, Belize, Guatemala, Honduras, Nicaragua, Panama, Salvador, Kolumbia és Venezuela területén honos. Természetes élőhelyei a szubtrópusi és trópusi síkvidéki és hegyi esőerdők, lombhullató erdők és szavannák. Állandó, nem vonuló faj.

## Megjelenése
Átlagos testhossza 24 centiméter, átlagos testtömege a hímé 51,8 gramm, a tojóé 48,7 gramm.
|  |

## Életmódja
Ízeltlábúakkal, gyümölcsökkel és nektárral táplálkozik.

## Természetvédelmi helyzete
Az elterjedési területe rendkívül nagy, egyedszáma pedig stabil. A Természetvédelmi Világszövetség Vörös listáján nem fenyegetett fajként szerepel.